# Улица Героев Панфиловцев (Москва)

Памятник подвигу героев-панфиловцев у д. № 12 к.1

У́лица Геро́ев Панфи́ловцев — московская улица в районе Северное Тушино, СЗАО. Полукругом идёт от бульвара Яна Райниса до усадьбы Братцево.

## Происхождение названия
Улица названа в 1966 году в честь военнослужащих 8-й гвардейской стрелковой дивизии имени И. В. Панфилова, отличившихся в ходе битвы за Москву.
На улице сооружен памятник, посвящённый панфиловцам; на доме по адресу № 12, корп. 1 также находилась посвящённая им мемориальная доска, уничтоженная в ходе работ по облицовке дома в 2010 году.

## Описание улицы
Улица Героев Панфиловцев предназначена для пешеходного и автомобильного движения. На всем протяжении движение транспорта двустороннее, в обе стороны двухрядное. Имеет проезжую часть с нанесённой на неё дорожной разметкой. Перекрёстки оборудованы светофорами. На всем протяжении улица снабжена тротуарами для пешеходов.
Улица берет начало от перекрестка улицы Сходненской с бульварами — Химкинским и Яна Райниса около станции метро Сходненская. Далее улица проходит полукружием в сторону севера, плавно поворачивая на запад и юг. Пересекается с улицами Фомичёвой, Планерной, Туристской, Вилиса Лациса. В микрорайоне Братцево улица заканчивается перекрёстком с бульваром Яна Райниса.
Примерно на двух третях протяжённости улица имеет рукав-дублёр (на нечётной стороне), предназначенный для движения транспорта, от основной проезжей части отделён трамвайными путями.

## Транспорт
По улице Героев Панфиловцев проходят маршруты общественного транспорта: трамвайный маршрут № 6 (Братцево — «Сокол»), а также ряд автобусных маршрутов до станций метро «Планерная», «Сходненская», «Речной вокзал», «Тушинская» и станции МЦД «Тушинская.»

## Здания на улице

### По чётной стороне
- № 4 — аптека «Здоровая семья»
- № 6 — опорный пункт полиции ОВД района Северное Тушино СЗАО
- № 10 — Публичное акционерное общество «Радиофизика»;
- № 10 — ООО «НЕФТЕ-ГАЗ-СНАБЖЕНИЕ»;
- № 10 — Производственно-инжиниринговая компания "Альтеза";
- № 10 к. 1 — ПАО МОЭК, Отделение сбыта №9 СЗАО;
- № 10 к. 1 — Публичное акционерное общество «Межгосударственная акционерная Корпорация «Вымпел»;
- № 10 стр. 3 — Научно-производственное предприятие «Растр Радио»;
- № 12 к. 1 — жилой дом: отделение № 480 «Почты России»; продовольственный магазин «Ясный сокол»; продовольственный магазин «Эко гастроном»; библиотека №227 (ранее - юношеская библиотека №199); салон-парикмахерская «Империя солнца»
- № 14 к. 1 — жилой дом
- № 14 к. 3 — детский сад школы № 883 (Учебный корпус «Керчь», сайт)
- № 16 к. 1 — жилой дом: универсам «Пятерочка» (сайт); магазин «Свет вашего дома»; отделение № 01165 Сбербанка России; пивной магазин «В Дрова»;
- № 20 — Институт взрыва (НИИ)
- № 20 к. 1 — Российский химико-технологический университет имени Д. И. Менделеева (Тушинский корпус)
- № 24 — Научно-исследовательский институт автомобильного транспорта (НИИАТ)
- № 26 — АЗС «Роснефть»
- № 26 к 1 — Тушинский районный суд г. Москвы
- № 28 — Тушинская детская городская больница

### По нечётной стороне
- № 1 — магазин детских товаров «Посторонним В»; магазин для будущих мам и новорожденных «Мама-маркет»; магазин товаров для рукоделия «Золотое Руно»
- № 1А — ТЦ "Оранжевый Мир";
- № 3 — диспетчерская служба ДЕЗ района Северное Тушино СЗАО; винный магазин «Кристалл-Градъ»; агентство недвижимости «Ваш вариант»
- № 7 — супермаркет «Зелёный Перекрёсток» (бывший «Манго», бывший «12 месяцев»); ресторан быстрого питания Макдоналдс;
- № 13 к. 2 — школа № 106 (хим. уклон)
- № 15 — школа № 1286 (франц. язык)
- № 23 к. 2 — детский сад (ДОУ) № 956 (логопедическ.)
- № 37 к. 1 — женская консультация при поликлинике № 97 СЗАО

Также на нечётной стороне улицы возле жилых домов № 5-7 и 13-15 расположены многоуровневые парковки, построенные по программе «Народный гараж».